# Danilovskij (Mosca)
Il quartiere Danilovskij (in russo Даниловский район?) è un quartiere di Mosca sito nel Distretto Meridionale. Prende nome dall'antico monastero Danilov, dal 1983 sede del Patriarcato di Mosca.
La gran parte del territorio è occupata da imprese industriali, la più importante delle quali è la ZIL. È l'unico quartiere che occupa entrambe le rive di un tratto della Moscova.
Fino alla riforma amministrativa del 1991 l'area del quartiere attuale faceva parte dei quartieri Proletarskij e Moskvoreckij. Successivamente, viene suddivisa nei quartieri Danilovskij, Paveleckij e Simonovskij]; questi ultimi nel 2002 due vengono uniti al quartiere Danilovskij, che prende così i confini attuali.